# Route nationale 163
Pour les articles homonymes, voir Route 163.
La route nationale 163 ou RN 163 est une ancienne route nationale française reliant Saint-Jean-de-Linières, près d'Angers, en Anjou, à Rennes, en Bretagne.
À la suite de la réforme de 1972, elle est déclassée en RD 963 en Maine-et-Loire et en RD 163 en Loire-Atlantique et Ille-et-Vilaine.

## Ancien tracé de Saint-Jean-de-Linières à Rennes (D 963 - D 163 & D 173)
- Saint-Jean-de-Linières (km 0)
- Bécon-les-Granits (km 12)
- Le Louroux-Béconnais (km 19)
- Candé (km 33)
- La Chapelle-Glain (km 46)
- Saint-Julien-de-Vouvantes (km 50)
- Châteaubriant (km 65)
- Rougé (km 74)
- Soulvache (km 80)
- Thourie (km 84)
- Corps-Nuds (km 101)
- Vern-sur-Seiche (km 108)
- Rennes (km 117)

- La D 163 traversant la Chapelle-Glain
- et Saint-Julien-de-Vouvantes (2015).

## Après le déclassement
L'actuel axe Bretagne-Anjou (120 km en cours de mise à 2x2 voies) ne suit pas l'itinéraire historique de l'ex-RN 163 qui passe, notamment, par Châteaubriant, en Loire-Atlantique ; ce nouvel itinéraire emprunte des routes gérées par les conseils départementaux d'Ille-et-Vilaine et de Maine-et-Loire :
- RD 173 (anciennement RD 163 jusqu'à Corps-Nuds, RD 41 et RD 94) côté Ille-et-Vilaine (via Vern-sur-Seiche, Janzé, Retiers, Martigné-Ferchaud) avec 48 km de voie express entre Rennes et Martigné-Ferchaud);
- RD 775 côté Maine-et-Loire (via Pouancé, Segré, le Lion-d'Angers, Avrillé) avec 60 km de voie express entre Avrillé et Pouancé.

L'objectif est de relier plus rapidement Rennes à Angers.